# SPA-Viberti AS.42
SPA-Viberti AS.42 (Sahariana) – włoski pojazd rozpoznawczy z okresu II wojny światowej, opracowany na podwoziu samochodów pancernych AB.40/41 z myślą o działaniach w Afryce Północnej.
AS.42 był silnie uzbrojony – jego wyposażenie stanowiła armata Solothurn S-18/1000 lub Breda 20/65 mod. 1935 kalibru 20 mm bądź Cannone da 47/32 mod. 1935 kalibru 47 mm. Dodatkowo na wyposażeniu pojazdu mogło się znaleźć do trzech karabinów maszynowych Breda mod. 1937 kalibru 8 mm.
Prototyp AS.42 został zaprezentowany przez przedsiębiorstwo SPA-Viberti 7 lipca 1942 roku, a produkcja seryjna rozpoczęła się w sierpniu. Łącznie w latach 1942-1943 wyprodukowano około 300 egzemplarzy pojazdu.
Poza Afryką Północną wojska włoskie wykorzystywały pojazdy AS.42 podczas walk na Sycylii i na Półwyspie Apenińskim. Niewielka liczba pojazdów wykorzystana została przez Niemców na froncie wschodnim.